# Неронд
Неро́нд (фр. Nérondes) — коммуна во Франции, находится в регионе Центр. Департамент — Шер. Главный город кантона Неронд. Округ коммуны — Сент-Аман-Монтрон.
Код INSEE коммуны — 18160.

## География
Коммуна расположена приблизительно в 210 км к югу от Парижа, в 125 км юго-восточнее Орлеана, в 34 км к востоку от Буржа.
На территории коммуны расположены истоки рек Вовиз и Эрен.

## Население
Население коммуны на 2008 год составляло 1486 человек.
| 1962 | 1968 | 1975 | 1982 | 1990 | 1999 | 2008 |
| ---- | ---- | ---- | ---- | ---- | ---- | ---- |
| 1111 | 1306 | 1305 | 1343 | 1521 | 1618 | 1486 |

## Администрация
| Период | Период | Фамилия             | Партия        | Примечания |
| ------ | ------ | ------------------- | ------------- | ---------- |
| 2001   | 2008   | Моник Форсо-Ловержа | Разные правые |            |
| 2008   | 2014   | Ален Ларош          |               |            |

## Экономика
В 2007 году среди 830 человек в трудоспособном возрасте (15-64 лет) 585 были экономически активными, 245 — неактивными (показатель активности — 70,5 %, в 1999 году было 70,4 %). Из 585 активных работали 503 человека (276 мужчин и 227 женщин), безработных было 82 (31 мужчина и 51 женщина). Среди 245 неактивных 60 человек были учениками или студентами, 94 — пенсионерами, 91 были неактивными по другим причинам.

## Достопримечательности
- Церковь Сент-Этьен (XII век)
  - Бронзовый колокол (1574 год). Исторический памятник с 1943 года[3]
  - Надгробная плита на могиле Жана Талона (XV век). Исторический памятник с 1908 года[4]
- Замок Верьер (XIII век)
- Феодальный мотт